# Marguerite de Witt-Schlumberger

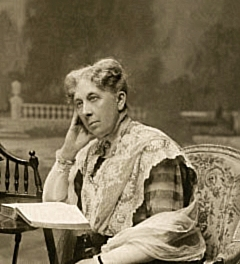
Marguerite de Witt-Schlumberger

Marguerite de Witt-Schlumberger (1853 – 1924) was een Frans feministe en suffragette.

## Familie
De Witt was een dochter van de Franse politicus Conrad de Witt (1824-1909) en de vertaalster Henriette Guizot (1829-1908), en een kleindochter van de Franse politicus en geleerde Francois Guizot (1787-1874).
Ze was getrouwd met Paul Schlumberger en moeder van zes kinderen, waaronder Conrad en Marcel Schlumberger, de oprichters van Société de Prospection Électrique. Dat bedrijf is uitgegroeid tot de multinational Schlumberger, die wereldwijd actief is op het gebied van metingen in boorgaten (petrofysica). Jean was als auteur betrokken bij de oprichting in 1909 van La Nouvelle Revue française, een literair tijdschrift, samen met André Gide and Gaston Gallimard.

## Loopbaan
In 1873 richtte de Witt een stichting op voor de verheffing van prostituees. Verder was ze voorzitter van de Internationale liga voor de rechten van de vrouw. Tot haar overlijden was ze voorzitter van de Franse suffragette-beweging (Union française pour le suffrage des femmes).